# Søren Christiansen
Søren Christiansen – duński brydżysta, World International Master (WBF), European Master (EBL).

## Wyniki brydżowe

### Olimpiady
Na olimpiadach uzyskał następujące rezultaty:
| Olimpiady brydżowe. Zawody teamów | Olimpiady brydżowe. Zawody teamów | Olimpiady brydżowe. Zawody teamów | Olimpiady brydżowe. Zawody teamów | Olimpiady brydżowe. Zawody teamów | Olimpiady brydżowe. Zawody teamów |
| Rok                               | Miejsce                           | Zawody                            | Kategoria                         | Drużyna                           | Pozycja                           |
| --------------------------------- | --------------------------------- | --------------------------------- | --------------------------------- | --------------------------------- | --------------------------------- |
| 2008                              | Pekin                             | 1. Olimpiada Sportów Umysłowych   | Open                              | Denmark                           | 21                                |
| 2004                              | Stambuł                           | 12. Olimpiada Teamów              | Open                              | Denmark                           | 21                                |
| 1996                              | Rodos                             | 10. Olimpiada Teamów              | Open                              | Denmark                           | 3                                 |
| 1968                              | Deauville                         | 3. Olimpiada Teamów               | Open                              | Denmark                           | 22                                |

### Zawody światowe
W światowych zawodach zdobył następujące lokaty:
| Mistrzostwa Świata. Konkurencja teamów | Mistrzostwa Świata. Konkurencja teamów | Mistrzostwa Świata. Konkurencja teamów | Mistrzostwa Świata. Konkurencja teamów | Mistrzostwa Świata. Konkurencja teamów | Mistrzostwa Świata. Konkurencja teamów |
| Rok                                    | Miejsce                                | Zawody                                 | Kategoria                              | Drużyna                                | Pozycja                                |
| -------------------------------------- | -------------------------------------- | -------------------------------------- | -------------------------------------- | -------------------------------------- | -------------------------------------- |
| 2006                                   | Werona                                 | 12. Mistrzostwa Świata                 | Open                                   | Auken                                  | 113                                    |
| 1998                                   | Lille                                  | 10. Mistrzostwa Świata                 | Open                                   | Schaltz                                | 33                                     |
| 1997                                   | Hammamet                               | 33. Mistrzostwa Świata Teamów          | Trans                                  | Blakset                                | 43                                     |
| 1997                                   | Hammamet                               | 33. Mistrzostwa Świata Teamów          | Open                                   | Denmark                                | 10                                     |

| Mistrzostwa Świata. Konkurencja indywidualna | Mistrzostwa Świata. Konkurencja indywidualna | Mistrzostwa Świata. Konkurencja indywidualna | Mistrzostwa Świata. Konkurencja indywidualna | Mistrzostwa Świata. Konkurencja indywidualna | Mistrzostwa Świata. Konkurencja indywidualna |
| Rok                                          | Miejsce                                      | Zawody                                       | Kategoria                                    | Pozycja                                      |                                              |
| -------------------------------------------- | -------------------------------------------- | -------------------------------------------- | -------------------------------------------- | -------------------------------------------- | -------------------------------------------- |
| 2006                                         | Werona                                       | 12. Mistrzostwa Świata                       | Open                                         | Jens Auken                                   | 35                                           |
| 1998                                         | Lille                                        | 10. Mistrzostwa Świata                       | Miksty                                       | Susanne Fogtdal                              | 70                                           |

### Zawody europejskie
W europejskich zawodach zdobył następujące lokaty:
| Zawody europejskie. Konkurencja teamów | Zawody europejskie. Konkurencja teamów | Zawody europejskie. Konkurencja teamów   | Zawody europejskie. Konkurencja teamów | Zawody europejskie. Konkurencja teamów | Zawody europejskie. Konkurencja teamów |
| Rok                                    | Miejsce                                | Zawody                                   | Kategoria                              | Drużyna                                | Pozycja                                |
| -------------------------------------- | -------------------------------------- | ---------------------------------------- | -------------------------------------- | -------------------------------------- | -------------------------------------- |
| 2009                                   | San Remo                               | 4. Otwarte Mistrzostwa Europy            | Open                                   | Denmark                                | 17                                     |
| 2007                                   | Antalya                                | 3. Otwarte Mistrzostwa Europy            | Open                                   | Denmark White                          | 17                                     |
| 2005                                   | Bruksela                               | 4. Puchar Europy Teamów                  | Open                                   | Schaltz-Den                            | 2                                      |
| 2005                                   | Teneryfa                               | 2. Otwarte Mistrzostwa Europy            | Open                                   | Jens Auken                             | 9                                      |
| 1999                                   | Malta                                  | 44. Mistrzostwa Europy Teamów            | Open                                   | Denmark                                | 20                                     |
| 1997                                   | Montecatini                            | 43. Mistrzostwa Europy Teamów            | Open                                   | Denmark                                | 4                                      |
| 1995                                   | Vilamoura                              | 42. Mistrzostwa Europy Teamów            | Open                                   | Denmark                                | 7                                      |
| 1991                                   | Killarney                              | 40. Mistrzostwa Europy Teamów            | Open                                   | Denmark                                | 11                                     |
| 1980                                   | Kefar ha-Makkabbi                      | 7. Młodzieżowe Mistrzostwa Europy Teamów | Juniorzy                               | Denmark                                | 10                                     |

| Zawody europejskie. Konkurencja par | Zawody europejskie. Konkurencja par | Zawody europejskie. Konkurencja par | Zawody europejskie. Konkurencja par | Zawody europejskie. Konkurencja par | Zawody europejskie. Konkurencja par |
| Rok                                 | Miejsce                             | Zawody                              | Kategoria                           | Partner                             | Pozycja                             |
| ----------------------------------- | ----------------------------------- | ----------------------------------- | ----------------------------------- | ----------------------------------- | ----------------------------------- |
| 2013                                | Ostenda                             | 6. Otwarte Mistrzostwa Europy       | Open                                | Jens Auken                          | 97                                  |
| 2009                                | San Remo                            | 4. Otwarte Mistrzostwa Europy       | Open                                | Jens Auken                          | 188                                 |
| 2007                                | Antalya                             | 3. Otwarte Mistrzostwa Europy       | Open                                | Jens Auken                          | 88                                  |
| 2001                                | Sorrento                            | 11. Mistrzostwa Europy Par          | Open                                | Per Ekenes                          | 260                                 |
| 1999                                | Warszawa                            | 10. Mistrzostwa Europy Par          | Open                                | Katrine Martensen–Larsen            | 369                                 |
| 1993                                | Bielefeld                           | 7. Mistrzostwa Europy Par           | Open                                | Lars Blakset                        | 100                                 |

## Klasyfikacja
- Søren Christiansen – klasyfikacja WBF (ang.)
- Søren Christiansen – klasyfikacja EBL (ang.)